# Oskarsgrundet

Flintrännan nordost om Öresundsbron. Tidigare fyrar är markerade med rött, nuvarande fyrar med gult. Osk NO = Oskarsgrundet NO, Osk SV = Oskarsgrundet SV.

Oskarsgrundet är ett grund i Öresund mellan farlederna Flintrännan och Trindelrännan väster om Malmö och nordost om Öresundsbron. Oskarsgrundet är en del av en kalkstenströskel som sträcker sig över Öresund från Limhamn, via Saltholms sydspets, till Amager. Minsta vattendjup över grundet är cirka fem meter.

## Fyrskepp
Mellan 1879 och 1961 markerades grundet av fyrskeppsstationen Oskarsgrundet (55°35′00″N 12°51′00″Ö / 55.5833°N 12.85°Ö). Från 1879 till 1931 med fyrskeppet nummer 11 Irene och från 1932 till 1961 fyrskeppet 21 Trelleborgsredd. Fyrskeppen tjänstgjorde även som väderstationer åt SMHI från 1883 till 1961.

## Fyrar
Fyrskeppsstationen ersattes 1961 respektive 1962 av kassunfyrarna Oskarsgrundet nordost och Oskarsgrundet sydväst, vilka båda byggdes vid Grötökajen i Lysekil. I samband med att Flintrännan rätades ut vid byggandet av Öresundsbron (invigd år 2000) flyttades de båda fyrarna till nya positioner: nordostfyren till Flintrännan nordost och sydvästfyren till Flintrännan 06.

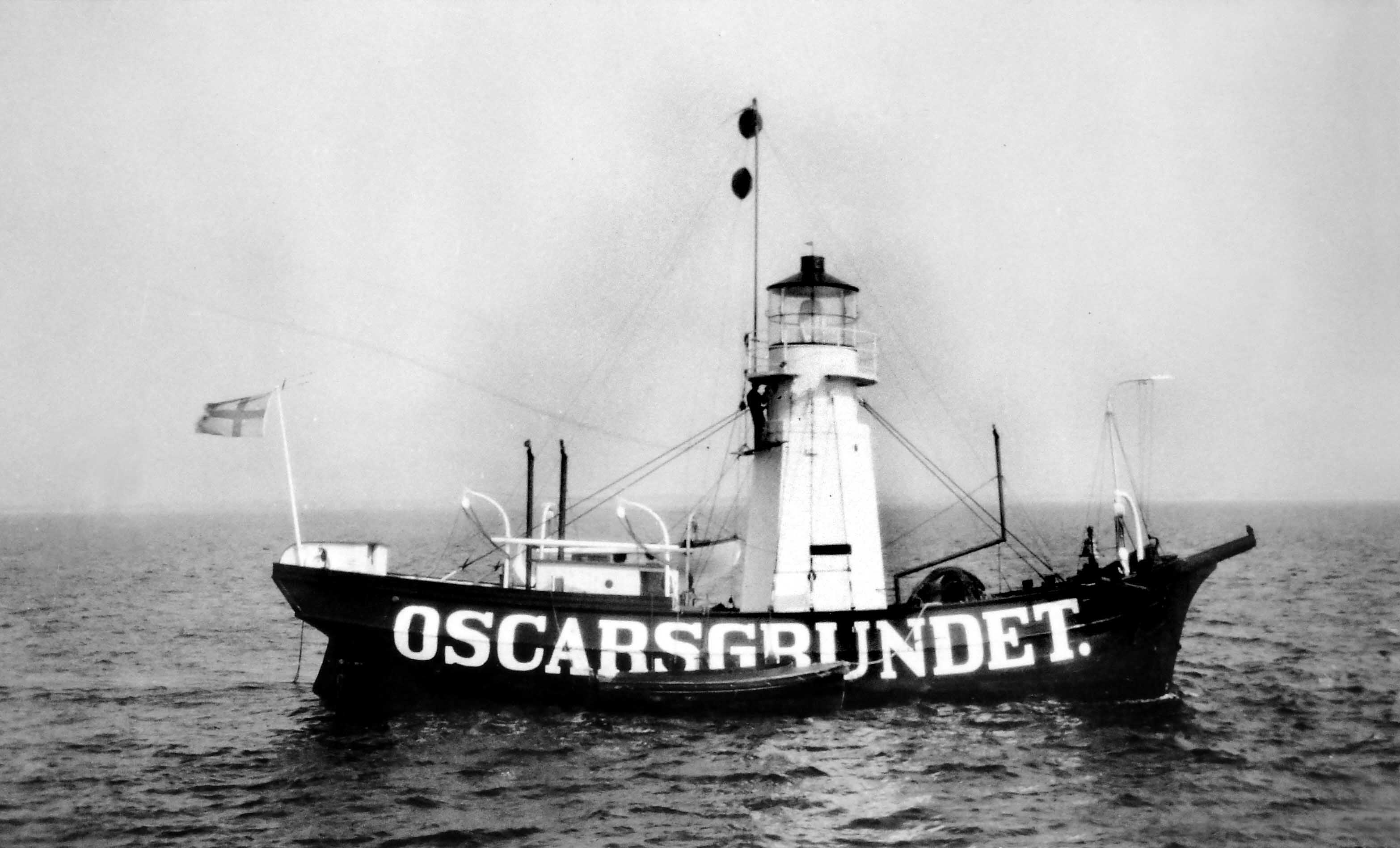
Fyrskeppet nummer 11 Irene vid Oskarsgrundet.
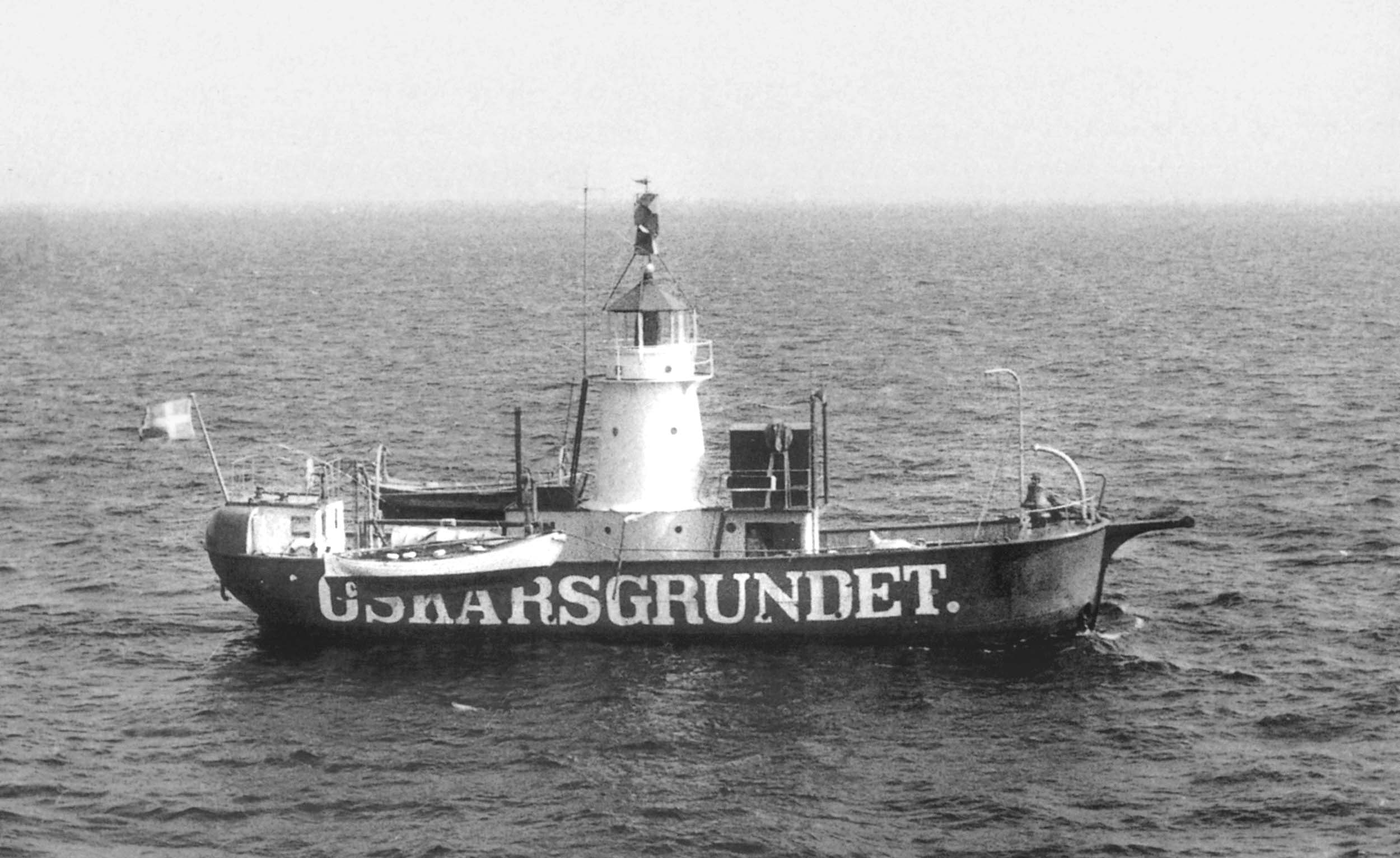
Fyrskeppet nummer 21 Trelleborgsredd vid Oskarsgrundet.
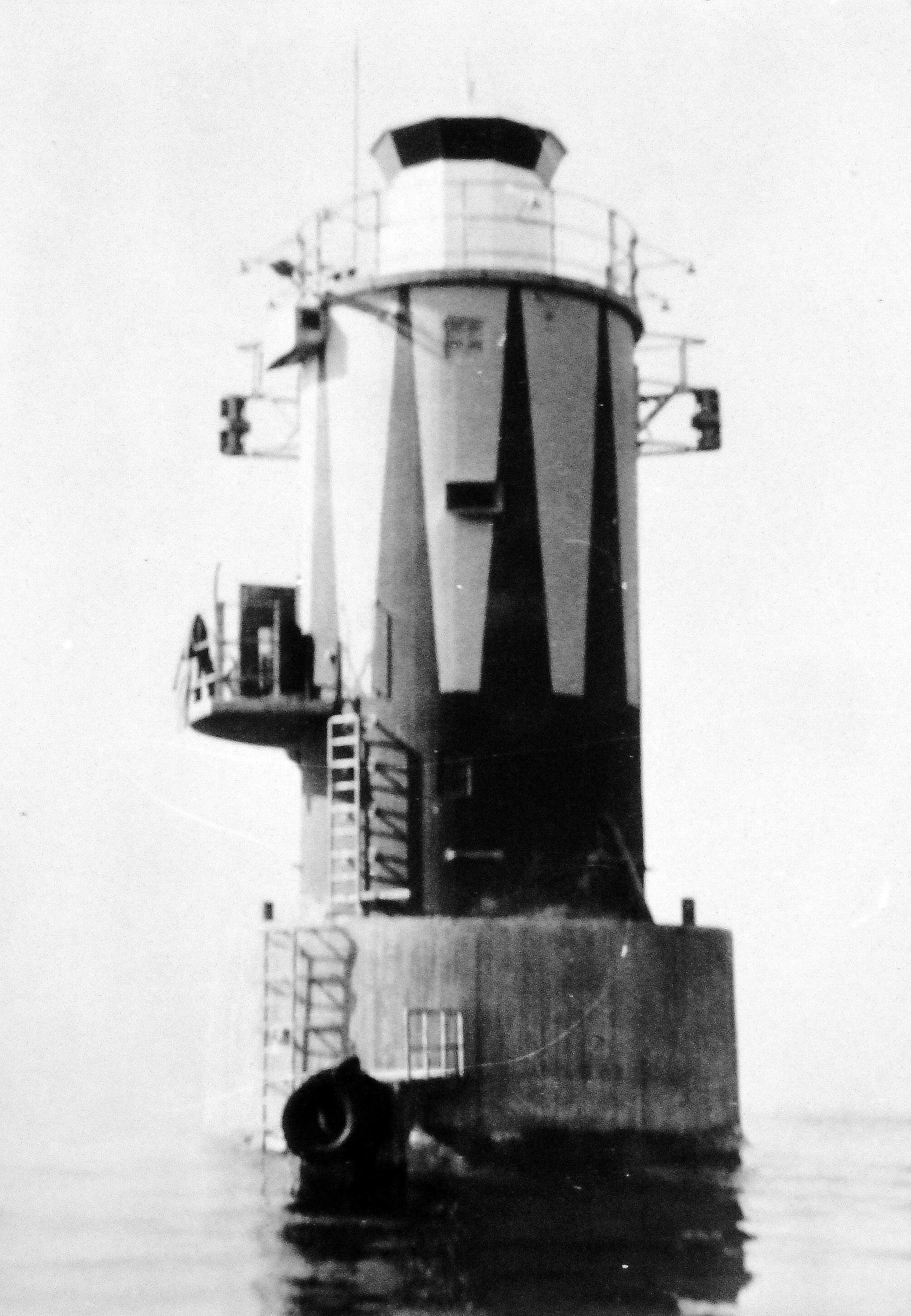
Fyren Oskarsgrundet nordost.
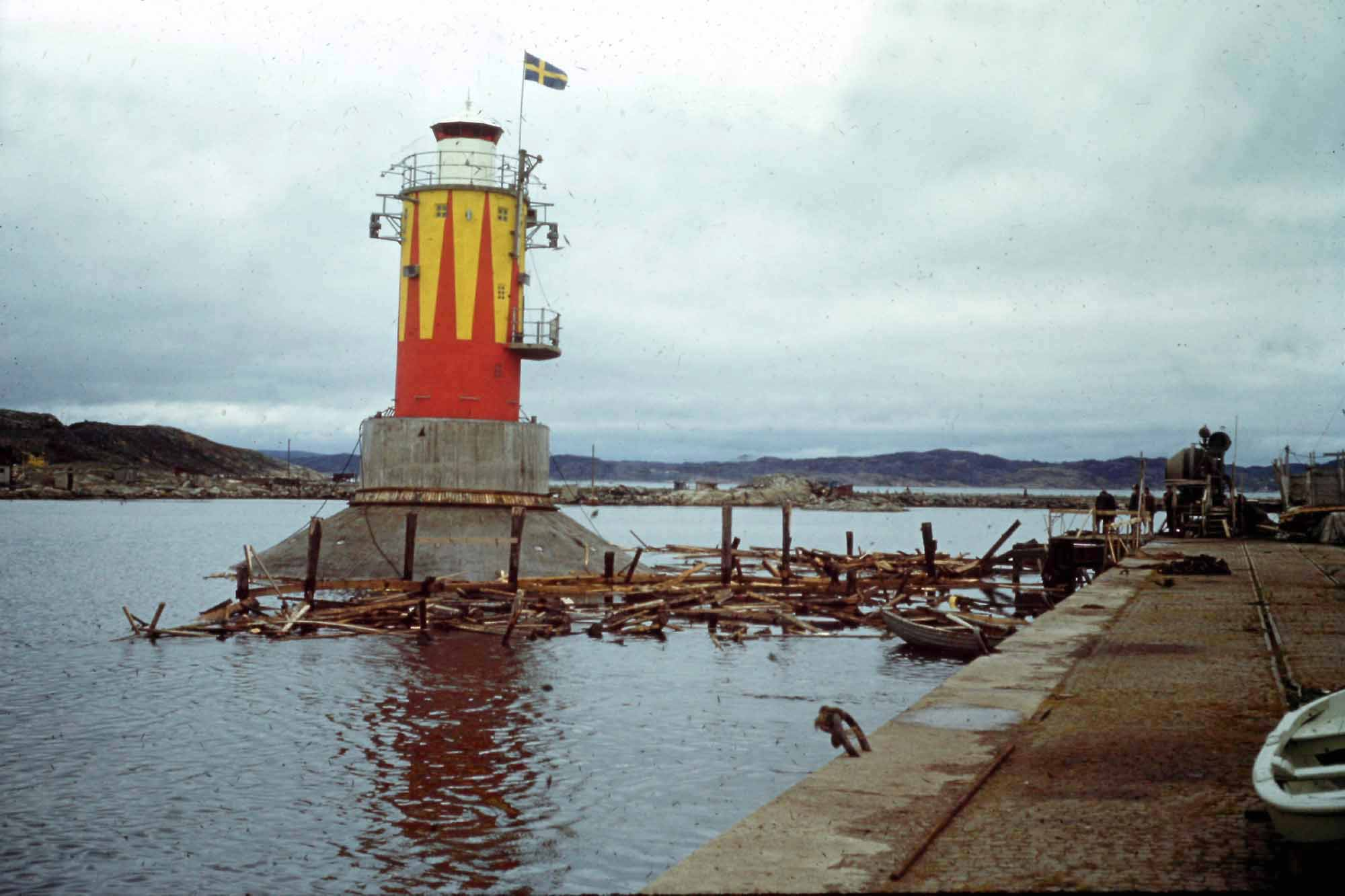
Oskarsgrundet nordost efter sjösättningen i Lysekil (med resterna efter den sprängda uppålningen flytande i vattnet). Det rödgula mönstret ersattes med svart-vitt när fyren bogserats på plats och förankrats.
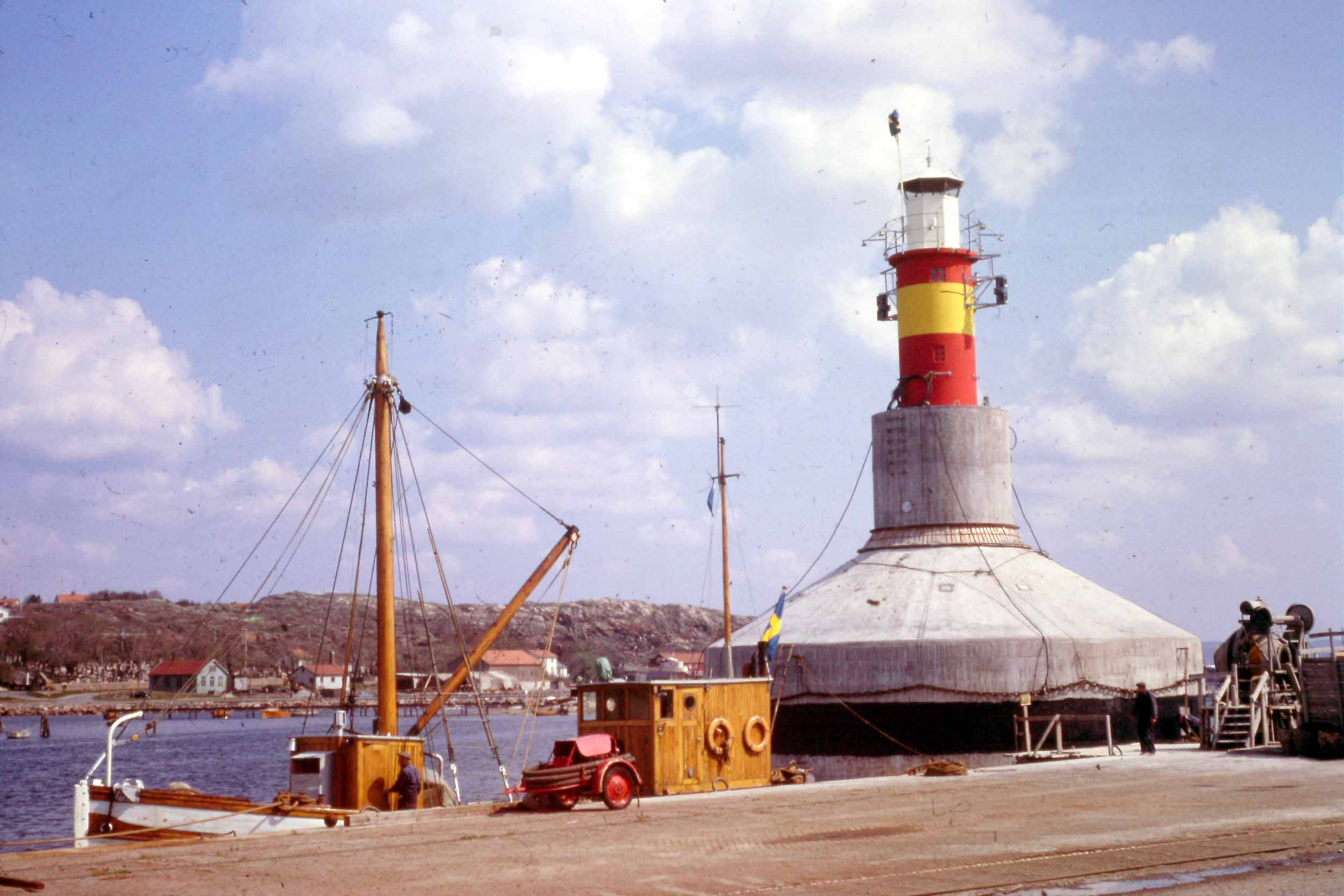
Oskarsgrundet sydväst vid Grötökajen före sjösättningen. Den röd och gula påmålningen byttes mot svart respektive vitt när fyren kommit på sin plats.